# Опет у акцији
Опет у акцији (енгл. Back in Action) америчка је акциона комедија из 2025. Режију потписује Сет Гордон, који је написао и сценарио са Бренданом О’Брајеном. Главне улоге тумаче Џејми Фокс и Камерон Дијаз. Филм је 17. јануара 2025. приказао Netflix.

## Радња
Петнаест година након што су нестали из Ције како би основали породицу, елитни шпијуни Мет и Емили враћају се свету шпијунаже након што им неко разоткрије идентитете.

## Улоге
| Глумац               | Улога        |
| -------------------- | ------------ |
| Џејми Фокс           | Мет          |
| Камерон Дијаз        | Емили        |
| Макена Дејвис        | Алис         |
| Рајлан Џексон        | Лео          |
| Кајл Чандлер         | Чак          |
| Глен Клоус           | Џини         |
| Џејми Деметрију      | Најџел       |
| Ендру Скот           | Барон        |
| Фола Еванс Акингбола | Венди        |
| Роберт Беста         | Балтазар Гор |
| Башир Салахудин      | Крис         |
| Том Бритни           | Дилан        |